# Geoffroi de Vendôme
Geoffroi de Vendôme, né vers 1070 à Angers et mort dans la même ville le 26 mars 1132, est un prélat français.

## Biographie
Geoffroi est issu de la famille de Craon, barons de l'Anjou. Il est le fils de Geoffroy, second fils de Robert le Bourguignon. Il fut élevé au château de Craon, par son grand-père paternel Robert le Bourguignon, dit Robert de Nevers, seigneur de Craon, apparenté aux Comtes de Vendôme et à la Maison des comtes d'Anjou.
Il débuta une formation d'ecclésiastique à l'école épiscopale d'Angers et entra ensuite comme moine bénédictin à  l'abbaye de la Trinité de Vendôme, où il prit le nom de Geoffroi de Vendôme. Il devint abbé de la Trinité de Vendôme le 24 août 1093 en présence de l'évêque Yves de Chartres.
En 1094, Geoffroi de Vendôme aida financièrement le pape Urbain II à l'emporter sur l'antipape Guibert. Le pape le crée cardinal lors du consistoire en 1094.
En 1095, Geoffroy est présent au concile de Clermont.
Geoffroy accueillit plusieurs papes dans son abbaye de Vendôme, en 1098 il reçoit le pape Urbain II, puis en 1107, il accueille le pape Pascal II. Geoffroy participe au concile de Troyes puis se rend ensuite à l'abbaye de Cluny.
Il fut mêlé à toutes les affaires politiques et religieuses, de son temps, acharné à défendre les privilèges et les exemptions de son monastère. Il s'opposa à la désignation du nouvel évêque d'Angers, Renaud. Bien plus tard, il s'opposa à un autre évêque d'Angers Ulger, ce dernier signala au pape Innocent II, ses démêlés avec son confrère prélat de Vendôme.
En octobre 1131, Geoffroi de Vendôme assiste au concile de Reims.
Geoffroi meurt le 26 mars 1132 au prieuré de la Trinité de l'Esvière d'Angers. 
Il a laissé divers opuscules théologiques, des sermons, ainsi qu'une correspondance importante pour l'histoire de son époque.